# Петров, Андрей Александрович
Андрей Александрович Петров (род. 13 октября 1986 года) — легкоатлет Узбекистана, специализирующийся в беге на дальние дистанции.

## Карьера
Победитель международного полумарафона в Душанбе (Таджикистан) 2012 года. Участвуя в чемпионате мира по полумарафону показал 39-й результат (1:06:16).
В 2013 году участвовал в марафоне в Гонконге «Standart Chartered Hong Kong Marathon». Показанное время (2.20.24) позволило Андрею стать вице-чемпионом Азии по марафону.
В 2014 году, участвуя в марафонском забеге на Азиаде в Инчхоне, сошёл с дистанции.
В 2015 году был серебряным призёром Кубка Узбекистана на дистанции 3000 метров (8.38.54), чемпионом Узбекистана на той же дистанции (8.27.78), серебряным призёром Душанбинского полумарафона (1:07.05). 27 сентября 2015 года принял участие в Берлинском марафоне, где финишировал 61-м с результатом 2:23.24. Бронзовый призёр чемпионата Азии 2015 года в беге на 10000 метров (30.20,68). А на дистанции 5000 метров был шестым (14.17,48).
2 января 2016 года в китайском городе Сямыне пробегает международный марафон с результатом 2:17.48, выполнив олимпийский норматив для участия в Олимпийских играх 2016 года в Бразилии, а также установил личный рекорд.